# Miodrag Jovanović
Miodrag Jovanović, cyr. Mиoдpaг Joвaнoвић (ur. 17 stycznia 1922 w Belgradzie, zm. 14 grudnia 2009 tamże) – serbski piłkarz.
Reprezentant Jugosławii, występujący podczas kariery zawodniczej na pozycji obrońcy. Medalista Igrzysk olimpijskich w Londynie, uczestnik mistrzostw świata 1950 rozgrywanych w Brazylii.

## Kariera
Miodrag Jovanović karierę zaczął w BSK Belgrad. W 1946 roku nazwa tego klubu została przemianowana na Metalac, od 1957 roku to OFK Beograd. W 1947 roku został piłkarzem Partizana Belgrad. W tym klubie występował do końca kariery, czyli do 1956 roku.